# Cinco esquinas (Lima)
Cinco esquinas es una zona de Barrios Altos, en Lima, capital del Perú. Se ubica en la cuadra 14 del jirón Junín, donde también confluyen las calles jirón Miró Quesada y jirón Huari formando cinco esquinas. Fue declarada Patrimonio Cultural de la Nación.
En el siglo XIX, fue un lugar donde se reunía la bohemia limeña. Cerca a la intersección de calles, en la calle del Prado, nació el compositor de valses peruanos Felipe Pinglo. A mediados del siglo XX, se convirtió en refugio de delincuentes, como el famoso Luis D'unian Dulanto, alias Tatán.
Mario Vargas Llosa se inspiró en este barrio para su novela homónima.